# Роман Безьяк
Рома́н Безья́к (словен. Roman Bezjak; нар. 21 лютого 1989, Словень Градець, СФРЮ) — словенський футболіст, нападник футбольного клубу АПОЕЛ та збірної Словенії. Також відомий виступами за футбольні клуби «Цельє», «Лудогорець» та «Рієка». У складі цих команд Роман у 2012 році став фіналістом кубку Словенії, а у 2013 та 2014 роках чемпіоном Болгарії.

## Життєпис

### Клубна кар'єра
Роман Безьяк народився 21 лютого 1989 року в словенському місті Словень Градець. Виховувався в юнацьких командах футбольних клубів «Коротан», «Дравоград» та «Цельє». З останнім у липні 2007 року Роман підписав свій перший професійний контракт на п'ять років. Свій дебютний матч у дорослому футболі словенський гравець провів 9 квітня 2007 року проти гранда словенського чемпіонату, футбольного клубу «Марибор». У тому матчі Безьяк вийшов на поле на 84-й хвилині, замінивши Блаза Путса, але «фіалки» тоді виграли з рахунком 5:2. Наступного сезону Роман провів в основному складі команди всього 11 матчів, під час яких забив лише 1 гол. Після цього було вирішено віддати молодого гравця в оренду на півроку до друголігового футбольного клубу «Шенчур». Першу половину сезону нападник грав у складі цього клубу й відзначився чотирма голами у сімох матчах. Взимку 2010 року словенець повернувся до складу «жовто-блакитних», де міцно закріпився в основному складі клубу. Особисто для Романа найвдалішим сезоном у клубі став сезон 2011–2012 років. Хоч команда й зайняла всього восьму сходинку в національному чемпіонаті, але змогла пробитися до фіналу кубка Словенії. У матчі фіналу національного кубку команда грала знову ж таки із «Марибором». Після основного часу матчу рахунок на табло 1:1, після додаткового часу кожна з команд забила ще по одному голу. У серії післяматчевих пенальті виграли «фіалки» з рахунком 3:2. І хоч Безьяк не зміг тоді реалізувати пенальті, але став найкращим бомбардиром клубу у сезоні, забивши загалом 17 м'ячів (16 у чемпіонаті та 1 у кубку). А вихід до фіналу кубку дозволив команді спробувати свою сили у єврокубкових змаганнях Ліги Європи сезону 2012—2013 років. Першим суперником словенської команди виступила молдовська «Дачія», щоправда словенцям так і не вдалося пройти вовків (два матчі по 1:0 на користь «Дачії»). Всього у складі «Цельє» Безьяк провів 121 матч та забив 36 голів.
22 серпня 2012 року словенський нападник переїхав до міста Разград, грати у місцевому футбольному клубі «Лудогорець», який тільки нещодавно завоював золоті медалі у трьох дивізіонах національного чемпіонату. Трансфер словенця обійшовся болгарам у 200 тисяч євро.
У складі «орлів» Роман у перших двох сезонах 2012—2013 та 2013—2014 років встиг разом із командою здобути дві золоті медалі групи А.
1 червня 2015 року на правах вільного агента перейшов до хорватської «Рієки».

### Збірна
Роман декілька разів виступав за юнацькі збірні Словенії і загалом відіграв п'ять матчів, не забивши жодного голу. Влітку 2013 року Роман отримав виклик до національної збірної своєї країни. 14 серпня того ж року відбувся товариський матч зі збірною Фінляндії. Вийшовши на початку другого тайму Роман не зміг суттєво допомогти своїй команді. Фіни виграли з рахунком 2:0.

#### Матчі
| 01. | 14.08.2013 | Фінляндія | 0-2 | Товариський матч                        |
| 02. | 11.10.2013 | Норвегія  | 3-0 | Відбірковий турнір до ЧС з футболу 2014 |
| 03. | 19.11.2013 | Канада    | 1-0 | Товариський матч                        |
| 04. | 05.03.2014 | Алжир     | 0-2 | Товариський матч                        |
| 05. | 05.06.2014 | Уругвай   | 0-2 | Товариський матч                        |
| 06. | 30.03.2015 | Катар     | 0-1 | Товариський матч                        |

## Статистика виступів
| Клуб                              | Ліга                | Сезон             | Чемпіонат | Чемпіонат | Кубок | Кубок | Єврокубки | Єврокубки | Інші змагання | Інші змагання | Інші змагання | Всього | Всього |
| Клуб                              | Ліга                | Сезон             | Ігор      | Голів     | Ігор  | Голів | Ігор      | Голів     | Назва         | Ігор          | Голів         | Ігор   | Голів  |
| --------------------------------- | ------------------- | ----------------- | --------- | --------- | ----- | ----- | --------- | --------- | ------------- | ------------- | ------------- | ------ | ------ |
| Ягеллонія                         | Екстракляса         | 2017–18           | 3         | 1         | 0     | 0     | 0         | 0         | —             | —             | —             | 3      | 1      |
| Ягеллонія                         | Всього              | Всього            | 3         | 1         | 0     | 0     | 0         | 0         |               |               |               | 3      | 1      |
| Дармштадт 98                      | Бундесліга          | 2016–17           | 11        | 0         | 1     | 0     | —         | —         | —             | —             | —             | 12     | 0      |
| Дармштадт 98                      | Друга Бундесліга    | 2017–18           | 3         | 0         | 1     | 0     | —         | —         | —             | —             | —             | 4      | 0      |
| Дармштадт 98                      | Всього              | Всього            | 14        | 0         | 2     | 0     | 0         | 0         |               |               |               | 16     | 0      |
| Рієка                             | 1ХФЛ                | 2015–16           | 32        | 13        | 5     | 4     | 2         | 0         |               |               |               | 39     | 17     |
| Рієка                             | 1ХФЛ                | 2016–17           | 23        | 11        | 3     | 0     | 2         | 2         |               |               |               | 28     | 13     |
| Рієка                             | Всього              | Всього            | 55        | 24        | 8     | 4     | 4         | 2         |               |               |               | 67     | 30     |
| «Лудогорець»                      | А                   | 14-15             | 15        | 2         | 6     | 0     | 9         | 2         | СБ            | 1             | 0             | 38     | 17     |
| «Лудогорець»                      | А                   | 13-14             | 31        | 13        | 5     | 1     | 15        | 6         | -             | -             | -             | 38     | 17     |
| «Лудогорець»                      | А                   | 12-13             | 14        | 5         | 0     | 0     | 0         | 0         | -             | -             | -             | 14     | 5      |
| «Лудогорець»                      | Всього              | Всього            | 60        | 20        | 11    | 1     | 24        | 8         |               | 1             | 0             | 96     | 29     |
| «Цельє»                           | 1Л                  | 12-13             | 6         | 4         | 0     | 0     | 2         | 0         | -             | -             | -             | 8      | 4      |
| «Цельє»                           | 1Л                  | 11-12             | 34        | 16        | 6     | 1     | -         | -         | -             | -             | -             | 40     | 17     |
| «Цельє»                           | 1Л                  | 10-11             | 32        | 7         | 1     | 0     | -         | -         | -             | -             | -             | 33     | 7      |
| «Цельє»                           | 1Л                  | 09-10             | 24        | 6         | 4     | 3     | -         | -         | -             | -             | -             | 27     | 7      |
| «Цельє»                           | Всього              | Всього            | 96        | 33        | 11    | 4     | 2         | 0         |               | 0             | 0             | 109    | 35     |
| «Шентюр»                          | Друга ліга Словенії | 09-10             | 7         | 4         | 0     | 0     | -         | -         | -             | -             | -             | 7      | 4      |
| «Шентюр»                          | Всього              | Всього            | 7         | 4         | 0     | 0     | 0         | 0         |               | 0             | 0             | 7      | 4      |
| «Цельє»                           | 1Л                  | 08-09             | 11        | 1         | 0     | 0     | -         | -         | -             | -             | -             | 11     | 1      |
| «Цельє»                           | 1Л                  | 07-08             | 1         | 0         | 0     | 0     | -         | -         | -             | -             | -             | 1      | 0      |
| «Цельє»                           | Всього              | Всього            | 12        | 1         | 0     | 0     | 0         | 0         |               | 0             | 0             | 12     | 1      |
| Всього за кар'єру                 | Всього за кар'єру   | Всього за кар'єру | 184       | 64        | 23    | 5     | 28        | 8         |               | 1             | 0             | 236    | 75     |
| Останнє оновлення 23 лютого 2018. |                     |                   |           |           |       |       |           |           |               |               |               |        |        |

## Титули та досягнення

### Командні

#### Словенія
- «Цельє»:
  -  Фіналіст кубка Словенії (1): 2011-12.
  -  Півфіналіст кубка Словенії (1): 2009-10.

#### Болгарія
- «Лудогорець»:
- Чемпіон Болгарії (3): 2012-13, 2013-14, 2014-15
- Володар Кубка Болгарії (1): 2013-14
- Володар Суперкубка Болгарії (1): 2014

#### Хорватія
- «Рієка»:
- Чемпіон Хорватії (1): 2016-17
- Володар Кубка Хорватії (1): 2016-17

#### Кіпр
- АПОЕЛ:
- Чемпіон Кіпру (1): 2018-19
- Володар Суперкубка Кіпру (1): 2019

### Індивідуальні
- Найкращий бомбардир «Цельє» сезону (1): 2011–2012 (17 м'ячів).